# برايان بوتير
برايان بوتير (بالإنجليزية: Brian Potter)‏ هو منتج أسطوانات وكاتب أغاني أمريكي، ولد في 1939.

## وصلات خارجية
- برايان بوتير على موقع IMDb (الإنجليزية)
- برايان بوتير على موقع ميوزك برينز (الإنجليزية)
- برايان بوتير على موقع ديسكوغز (الإنجليزية)